# Novellen (Walzer)
Novellen ist ein Walzer von Johann Strauss (Sohn) (op. 146). Das Werk wurde am 31. Januar 1854 im Sofienbad-Saal in Wien erstmals aufgeführt.